# Chapultepec, Chiapas
Chapultepec är en ort i Mexiko.   Den ligger i kommunen Tapachula och delstaten Chiapas, i den sydöstra delen av landet, 900 km sydost om huvudstaden Mexico City. Chapultepec ligger 55 meter över havet och antalet invånare är 355.
Terrängen runt Chapultepec är platt åt sydväst, men åt nordost är den kuperad. Runt Chapultepec är det tätbefolkat, med 266 invånare per kvadratkilometer. Närmaste större samhälle är Tapachula, 11,6 km öster om Chapultepec. Omgivningarna runt Chapultepec är en mosaik av jordbruksmark och naturlig växtlighet.